# Battaglia di Tatarahama (1336)
La battaglia di Tatarahama (多々良浜の戦い?, Tatarahama no tatakai) del 1336 fu una delle tante battaglie che fecero parte del conflitto noto come guerre Nanboku-chō in Giappone, nel quale due corti imperiali rivali si contesero la legittimazione e il controllo del paese. Questa battaglia fu decisiva per il controllo dell'isola di Kyūshū, che fu presa dalla Corte Imperiale del Nord, strettamente collegata allo Shogunato Ashikaga.

## Preludio
Già nel 1336, un certo numero di clan di Kyūshū, che già sapevano delle mosse dello shogun contro di loro, si sforzarono per unirsi e presentare una resistenza rispettabile, con varie schermaglie combattute contro i clan dell'isola che erano leali allo shogun, che culminarono con l'assedio della regione di Dazaifu, nel quale la roccaforte del clan Shōni fu presa. Il suo capoclan Shōni Sadatsune, nel tentativo di fuggire, fu sconfitto in seguito e fu costretto a togliersi la vita insieme a vari altri suoi servitori.
Lo Shōgun Ashikaga Takauji, arrivato nel mese di aprile a Munakata, che si trovava poco lontano, seppe dell'assedio di Dazaifu e della morte di Shōni Sadatsune. Radunò così le sue forze e marciò da Munakata il 15 aprile, viaggiando verso Tatarahama, a 15 miglia (24 km) di distanza, dove incontrò il clan Kikuchi, il cui esercito includeva quelli dei clan Aso, Mihara e Kuroki, tutti sotto il comando di Kikuchi Taketoshi.

## Luogo della battaglia
La cronaca militare Baishō-ron descrive Tatarahama come "un tratto di oltre tre miglia (5 km) di battigia a secco, attraversato a sud da un piccolo ruscello. Gli ambiti dell'altare di Hakozaki Hachiman consistono in circa cinque miglia quadrate di foreste di pino. Al sud giace la città di Hakata, a cinque/sei miglia ad est si erge un paese collinare, e a ovest si apre il mare aperto, che si estende fino alla Cina."

## Battaglia
Non sono molti i dettagli della battaglia, ma è noto che alla fine di essa le forze Kikuchi furono inseguite da Ashikaga Tadayoshi fino Dazaifu, dove fuggirono per le colline. I comandanti dei clan Aso e Akizuki si tolsero la vita, mentre altri si arresero e basta.
Takauji ricompensò i suoi comandanti per il loro coraggio e i loro servigi, ma offrì il perdono ai suoi avversari, e a molti clan che non parteciparono alla battaglia, che quindi si unirono a lui in seguito. Kyūshū si unì così sotto lo shogunato, e sotto la Corte Imperiale del Nord.